# ECW (marca da WWE)
ECW era uma marca da promoção de luta livre profissional americana World Wrestling Entertainment (WWE) que foi criada em maio de 2006 e descontinuada em fevereiro de 2010. Marcas são divisões da WWE onde os lutadores são designados para atuar semanalmente quando uma extensão de marca está em efeito. Os lutadores que foram designados para a ECW apareceram principalmente no programa de televisão semanal da marca, ECW. A marca foi estabelecida como um relançamento da antiga promoção Extreme Championship Wrestling, cujos ativos a WWE adquiriu em 2003.
A marca operou apenas durante a segunda metade do primeiro período de extensão de marca da WWE (2002-2011), e foi uma das três principais marcas da WWE, juntamente com Raw e SmackDown. Além do programa de televisão da marca, os lutadores da ECW competiram nos eventos pay-per-view de marca e co-marca. De 2007 a 2009, os lutadores da ECW também apareceram ocasionalmente nos programas de televisão Raw e SmackDown devido a acordos de troca de talentos entre as marcas. A marca foi dissolvida em fevereiro de 2010, e seu programa foi substituído pelo reality show NXT, que foi renomeado como território de desenvolvimento da WWE, NXT, em 2012.

## História
No início e meados de 2002, a então World Wrestling Federation (WWF) passou por um processo que eles chamaram de "extensão de marca". A WWF se dividiu em duas promoções de wrestling de fato com escalações, histórias e figuras de autoridade separadas. Raw e SmackDown! hospedaria cada divisão, daria seu nome à divisão e essencialmente competiria entre si. A separação surgiu como resultado da WWF comprar seus dois maiores competidores, World Championship Wrestling (WCW) e Extreme Championship Wrestling (ECW); e a subsequente com duplicação do seu plantel e campeonatos. A extensão da marca foi anunciada publicamente por Linda McMahon durante uma transmissão do Raw em 25 de março e se tornou oficial no dia seguinte. A WWE adquiriu os direitos das marcas registradas e da videoteca da ECW em 2003.
A enorme popularidade das mercadorias da ECW levou a WWE a organizar One Night Stand, uma reunião da ECW em pay-per-view em 2005. O sucesso financeiro e crítico do evento motivou a WWE a organizar um segundo One Night Stand no ano seguinte. Com o interesse renovado no produto da ECW, a WWE começou a explorar a possibilidade de reviver a promoção em tempo integral. Em 25 de maio de 2006, a WWE anunciou o lançamento da ECW como uma marca independente, congruente com Raw e SmackDown!, com seu próprio show no Sci Fi (agora Syfy). Em 29 de maio, a WWE realizou seu draft de extensão de marca de 2006. O draft contou com o fundador da ECW, Paul Heyman, recebendo duas escolhas totais de draft do Raw e SmackDown! listas para a marca ECW recém-criada. Durante o draft, Rob Van Dam foi draftado do Raw e Kurt Angle do SmackDown!.
A marca ECW foi inicialmente produzida de forma diferente das outras marcas da WWE. Para eventos televisionados, as principais câmeras voltadas para o ringue foram colocadas em um local diferente na arena, enquanto o próprio ringue de luta livre apresentava um logotipo da ECW no tapete e capas de tensor em branco. Os artistas masculinos foram chamados de "Extremistas" em vez de "Superstars", enquanto os artistas femininas foram chamados de "Vixens" em vez de Divas. No entanto, a marca começou a ser produzida de forma constante seguindo o mesmo formato das outras marcas e, ao contrário das regras originais de correspondência de promoção, como contagem e desqualificações, agora eram padrão. Partidas com o conjunto de regras da promoção original foram então classificadas como disputadas em "Extreme Rules" e só foram disputadas quando especificadas.
O ex-proprietário da ECW Paul Heyman serviu como representante da ECW no ar até December to Dismember, quando Heyman foi dispensado de suas funções dentro e fora do ar com a WWE. Depois que Heyman saiu no final de 2006, não havia nenhuma autoridade da ECW até 14 de agosto de 2007, quando Armando Estrada foi anunciado como Gerente Geral. Em 3 de junho de 2008, Estrada foi substituído por Theodore Long. Na edição de 7 de abril de 2009 da ECW, foi anunciado que Long estava retornando ao SmackDown para cumprir o papel de General Manager. A partir deste ponto, o gerente geral interino foi nomeado como Tiffany, que assumiu o cargo de gerente geral em tempo integral no episódio de 30 de junho.
Em 16 de outubro de 2007, uma "troca de talentos" foi iniciada entre o SmackDown! e ECW, permitindo que seus respectivos talentos apareçam em qualquer uma das marcas. No episódio do Raw de 8 de setembro de 2008, foi anunciado que uma "troca de talentos" foi iniciada entre as marcas Raw e ECW, permitindo que seus respectivos talentos aparecessem em ambas as marcas. Após o draft da WWE de 2009, ambas as trocas de talentos foram discretamente abandonadas.
Em 2 de fevereiro de 2010, o presidente da WWE, Vince McMahon, anunciou que a ECW sairia do ar e transmitiria seu episódio final em 16 de fevereiro. A luta final do programa foi uma luta extreme rules onde Ezekiel Jackson derrotou o Campeão da ECW Christian.
Com a marca ECW permanentemente dissolvida, a lista ECW foi atribuída a outras marcas. O show da ECW foi substituído pelo reality show NXT, que foi renomeado como território de desenvolvimento da WWE, NXT, em 2012.

## Campeonatos
Quando a ECW foi revivida em 2006 como uma terceira marca, o Campeonato Mundial dos Pesos Pesados da ECW foi reativado e pretendia ser o único campeonato da marca. A marca viria a ganhar campeonatos através do draft anual da WWE, mas o Campeonato da ECW foi desativado junto com a marca ECW em 16 de fevereiro de 2010.
| Campeonatos                          | Tempo na marca |
| ------------------------------------ | --- |
| Campeonato da ECW                    | (13 de junho de 2006 – 22 de janeiro de 2008; 30 de março de 2008 – 23 de junho de 2008; 29 de junho de 2008 – 16 de fevereiro de 2010) |
| Campeonato da WWE                    | (13 de junho de 2006 – 3 de julho de 2006)                                                                                              |
| Campeonato dos Estados Unidos da WWE | (23 de junho de 2008 – 20 de julho de 2008)                                                                                             |
| Campeonato de Duplas da WWE          | (13 de novembro de 2007 – 20 de julho de 2008)                                                                                          |
| Campeonato Mundial de Duplas         | (13 de dezembro de 2008 – 5 de abril de 2009)                                                                                           |

## Eventos pay-per-view
| Date                  | Event                 | Venue                | Location                 | Main event                                                                         |
| --------------------- | --------------------- | -------------------- | ------------------------ | ---------------------------------------------------------------------------------- |
| 11 de junho de 2006   | One Night Stand       | Hammerstein Ballroom | Nova Iorque, Nova Iorque | John Cena vs. Rob Van Dam                                                          |
| 3 de dezembro de 2006 | December to Dismember | James Brown Arena    | Augusta, Geórgia         | Big Show vs. Bobby Lashley vs. CM Punk vs. Hardcore Holly vs. Rob Van Dam vs. Test |